# Milada Špálová
Milada Špálová, rozená Benešová (30. května 1884, Beroun – 1. prosince 1963, Liberec) byla česká malířka.

## Život
V letech 1900–1905 studovala na UMPRUM v Praze a na škole prof. W. Thora v Mnichově. V letech 1906–1915 pracovala pro umělecké družstvo Artěl v Praze a v červnu 1915 se provdala za Františka Špálu. Poté žila na Podkarpatské Rusi (Sevluš, Užhorod). Malovala krajinu a zátiší, zejména květiny a náměty z Českého ráje, Turnovska a Podkarpatské Rusi. Její manžel František byl bratrem malíře Václava Špály.